# Rin posterior
El Rin posterior (en alemán: Hinterrhein; en francés: Rhin postérieur; dialectos romanches de Sursilvan: Rein Posteriur; Sutsilvan: Ragn Posteriur;  grisón, Vallader y Puter: Rain Posteriur; Surmiran: Ragn posteriour) es una de las dos fuentes del Rin. Su área de captación tiene 1693 km² y se encuentra predominantemente en el cantón de los Grisones (Suiza). El Rin posterior o Hinterrhein tiene aproximadamente 64 km de largo, por lo tanto, un 5% más corto que el Vorderrhein/Rin anterior (cada uno medido hasta la fuente más lejana). El Rin posterior, sin embargo, tiene un caudal medio de 59,6 m³/s, que es superior al caudal del Rin anterior.